# Хаддад, Саллум
Саллум Хаддад (также Сэллоум Хаддад, араб. سلوم حداد‎, англ. Salloum Haddad; 29 марта 1953, Алеппо, Сирия) —  один из самых выдающихся сирийских актёров драмы. Его считают одним из символов сирийской и арабской драматургии, поскольку он оставил явный след в мире актёрского мастерства с момента своего появления в середине 1970-х. Снялся более чем в 70 телесериалах, а также участвовал во многих спектаклях и фильмах.

## Биография
Родился в сирийском городе Алеппо в армянской семье. В мире искусства он появился в 1970-е годах. Больших успехов он добился в нескольких ролях, самой известной из которых является роль «Аль-Зир Салем», ставшая поворотным моментом в его артистической карьере. 